# Delfinen-klassen
Delfinen-klassen var den sidste "rent" danskbyggede ubådstype i Danmark, klassen blev udfaset og hugget op i løbet af 1980'erne. Dog er S329 Springeren bevaret og kan i dag ses på Aalborg Søfarts- og Marinemuseum.
| Pnt. | Navn         | Kølen lagt        | Søsat          | Indgået          | Navngivet af | Skæbne                                                                                       | Kaldesignal |
| ---- | ------------ | ----------------- | -------------- | ---------------- | ------------ | -------------------------------------------------------------------------------------------- | ----------- |
| S326 | Delfinen     | 1. juli 1954      | 4. maj 1956    | 1. august 1961   | -            | Udgået 2. august 1983, skrottet                                                              | OUCA        |
| S327 | Spækhuggeren | 25. november 1954 | 20 august 1957 | 1. august 1961   | -            | Udgået 31. juli 1989, skrottet                                                               | OUCE        |
| S328 | Tumleren     | 22. maj 1956      | 22. maj 1958   | 1. august 1961   | -            | Udgået 1. august 1981, skrottet                                                              | OUCF        |
| S329 | Springeren   | 3. januar 1961    | 26. april 1963 | 22. oktober 1964 | -            | Udgået 31. marts 1990, efterfølgende som museumsgenstand på Aalborg Søfarts- og Marinemuseum | OUCB        |